# Иранский Азербайджан
Азербайджа́н, Ира́нский Азербайджа́н или же Южный Азербайджа́н (перс. آذربایجان‎, گونئی آذربایجان; араб. آذربایجان‎ ) — историко-географическая область на северо-западе Ирана, к востоку от озера Урмия, примерно соответствует территории трёх современных иранских провинций Ардебиль, Восточный Азербайджан и Западный Азербайджан. Провинция Зенджан, хотя и не является административной частью Иранского Азербайджана, однако с точки зрения культуры считается его восточной границей ввиду преобладающего азербайджанского населения.

## Название
Название «Азербайджан» (перс. آذربایجان‎) является арабизированной формой от классического перс. Āδarbāyagān (Āδarbāδāgān‎), восходящего к пехл. Āturpātākān (Atrpatakan; ср. арм. Ատրպատական (Atrpatakan), греч. ᾿Ατροπατήνη, визант. греч. ᾿Αδραβιγνων, сирийск. Aδorbāyγān. Оно относится к той категории хоронимов (и соответственно этнонимов), которые восходят к имени предполагаемого вождя или предка-эпонима, в данном случае — к имени последнего ахеменидского сатрапа Мидии Атропата (Āturpāt), впервые в 320 году до н. э., после смерти Александра Македонского, провозгласившего себя царём её северной части и ставшего основателем независимого царства Малой Мидии, или Атропатены. Термин Āturpātākān образован с помощью среднеперсидского патронимического суффикса -akān от имени Āturpāt < др.-иран. *Āturpāta (букв. «защищённый (святым) огнём»).
В академической научной литературе по отношению к Иранскому Азербайджану также используется обозначение «Южный Азербайджан».
Исторически называлась также Адербейджан, Азербейджан.

## Общие сведения
Иранский Азербайджан занимает гораздо более обширную территорию, чем кавказский Азербайджан. Территория — 104 497 км², население — ок. 7,7 млн (2006: Западный Азербайджан — 2 873 459, Восточный Азербайджан — 3 603 456, Ардебиль — 1 228 155 человек). Основное население — азербайджанцы. По данным на 2002 год азербайджанцы составляют 72 % общего населения области, 20 % — курды, 6 % — персы, 2 % — иные народности. Территория компактного проживания азербайджанцев включает также почти всю провинцию Зенджан к югу от Иранского Азербайджана. Курды проживают в основном в провинции Западный Азербайджан, кроме областей, непосредственно примыкающих к озеру Урмия — там живут азербайджанцы, как и в остальных провинциях региона. В Тебризе проживает небольшое количество армян, существует армянская община города. У западного побережья озера Урмия проживает около 20 тысяч ассирийцев.
Главные города — Тебриз, Урмия, Ардебиль, Мехабад, Марага, Салмас, Хой и Меренд.

## География
Иранский Азербайджан занимает обширную территорию на северо-западе Ирана. На севере область граничит с Азербайджанской Республикой и Арменией, на западе с Ираком и Турцией, на востоке и юге с иранскими провинциями Гилян, Зенджан и Курдистан. Большую часть территории области занимают горы, являющиеся частью Армянского нагорья и находящиеся между Талышскими горами на востоке и Курдистанскими горами на западе. Восточная часть Загросских гор проходит с севера на юг по территории Иранского Азербайджана. В итоге многовековых тектонических процессов образовалось несколько межгорных котловин, среди которых впадина Урмия с одноимённым соленым озером, впадина Хой-Меренд и долина реки Карасу между городами Ардебиль и Ахар. К наиболее крупным хребтам принадлежат Мишудаг и Карадаг, окаймляющие долину реки Аракс, и далее к югу — Себелан и Бозкуш. Вулканическая активность сопряжена с разрывными тектоническими движениями, главным образом в районе мощных вулканов Херемдаг (3710 м) и Себелан (4812 м).
На территории области протекает 17 рек, главные из которых река Аракс с притоком Карасу на севере и река Гезел Узан с приточными реками Гарангу и Айдигюмюш на востоке, а также расположены два озера — Урмия и Акгёль.
Климат континентальный, на северо-востоке области субтропический, жаркое и сухое лето чередуется с холодными, снежными зимами. В отличие от большей части территории Ирана, испытывающей недостаточное увлажнение, горные области Иранского Азербайджана составляют исключение, среднегодовая норма осадков составляет в среднем от 300 до 900 мм. Азербайджан, таким образом, является одним из немногих регионов в Иране, в котором наблюдается достаточное количество осадков, что позволяет заниматься земледелием без применения искусственного орошения.
Граница с Южным Кавказом проходила по реке Аракс.

## История

### Древняя история

Атропатена в составе Великой Армении

В первой половине I тысячелетия до н. э. к югу и юго-востоку от озера Урмия существовало государство Манна, о котором известно очень мало, так как археологически плохо исследована, а письменных памятников от маннеев не сохранилось. В VII в. до н. э. эти территории завоевываются мидийцами и иранизируются. В составе Мидии и позднее Ахеменидской империи территория Манны часто именовалась Малой Мидией. В начале IV в. до н. э., после падения Ахеменидской империи и нашествия Александра Македонского, в северной часть Мидии было создано независимое царство Мидия Атропатена (перс. Мад-и-Атурпаткан, Мидия Атропатова) или просто Атропатена, где царствовал последний ахеменидский сатрап Мидии, Атропат (Атурпатак).
В начале н. э. династия Атропата пресеклась, и Атропатена вошла в состав Парфянского царства, затем Сасанидской империи, причём царем Атропатены назначался обычно наследник престола.
Армянский царь Тигран Великий присоединил к Великой Армении Атропатену. Во времена существования Великой Армении часть территории к западу от Урмии (часть Васпуракана), а также территории до Каспийского моря (Пайтакаран) входили в состав этого государства.

### Исламская эпоха
В 816—837 годах Азербайджан становится ареной массового антиарабского восстания иранских хуррамитов под предводительством Бабека.
На рубеже IX—X веков часть эмирата Саджидов со столицей в Тебризе.
В середине XI века на территорию Азербайджана вторгаются племена тюрок-огузов — сельджуки, которые в 1054 подчинили, а в 1070 присоединили Азербайджан к своей империи. Это было первое массированное вторжение тюрок в область, до тех пор целиком ираноязычную и говорившую на языке азери — потомке мидийского языка. Интенсивная тюркизация, однако, здесь начинается относительно поздно — только с XIII века. Тюркские кочевники большими массами обосновались на пастбищах Азербайджана, после чего началась тюркизация местного иранского населения, из ассимиляции которого тюрками к концу XV века сформировалась азербайджанская народность.
С распадом империи Сельджукидов Азербайджаном управляют так называемые «атабеки» из династии Ильдегизидов, вассальных сельджукскому султану. XII век был временем культурного расцвета. Покровительством Ильдегизидов пользовался классик персидской поэзии поэт Низами Гянджеви, живший в соседнем Арране (в Гяндже).
На рубеже 1220—1221 годах в Азербайджан впервые вторгаются монголы (армия Джэбэ и Субутая), подвергшие его опустошению. В 1225 году последний хорезмшах Джалал ад-Дин захватывает Тебриз, таким образом положив конец существованию Государства Ильдегизидов; но в 1231 году его изгоняют оттуда монголы.
При распаде Монгольской империи Азербайджан вместе со всем Ираном достался Хулагу-хану и его потомкам. С распадом государства Хулагуидов, в середине XIV века, Азербайджан входит в состав государства Джалаиридов (вождей монгольского племени джалаир), сделавших своей столицей Тебриз. В конце того же века Джалаиридов изгоняет Тимур.

Шах Исмаил — основатель династии Сефевидов

После смерти Тимура Азербайджан достался его сыну Миран-шаху, который, однако, вскоре погиб (1408) в борьбе с джалаиридом Ахмадом и его союзником тюрком Кара-Юсуфом (Кара-Коюнлу); государство Джалаиридов было восстановлено, но уже через год Кара-Юсуф убивает Ахмеда Джалаира и сам воцаряется в Тебризе. На протяжении последующих полтораста лет Тебриз был столицей государств Кара-Коюнлу, Ак-Коюнлу и Исмаила I Сефевида, восстановившего единство Ирана; при его сыне, столица Ирана была перенесена из Тебриза в Казвин (а впоследствии в Исфахан).
Эта эпоха (после монгольского нашествия) была временем полного господства в регионе тюрков, которые частично смешались с местным населением. Важной датой в этом отношении является 1514 год — время победы турок над шахом Исмаилом при Чалдыране. После Чалдыранской битвы сунниты-турки захватили значительную часть Армянского нагорья, изгнав оттуда шиитские тюркские племена, которые, в свою очередь, сгруппировались в Азербайджане и сыграли роль буфера от турецкой экспансии на восток.
Тюркский и персидский культурный элемент влиял на этнический характер правителей и культурное развитие страны. В большую часть этого периода истории, большинство столиц Ирана находились в Иранском Азербайджане, а Тебриз с XV века по 1920 год оставался главным коммерческим центром Ирана.

### Каджарский период

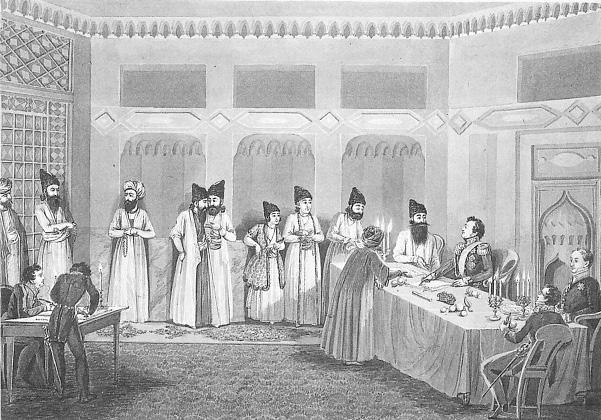
Подписание Туркманчайского мирного договора. а

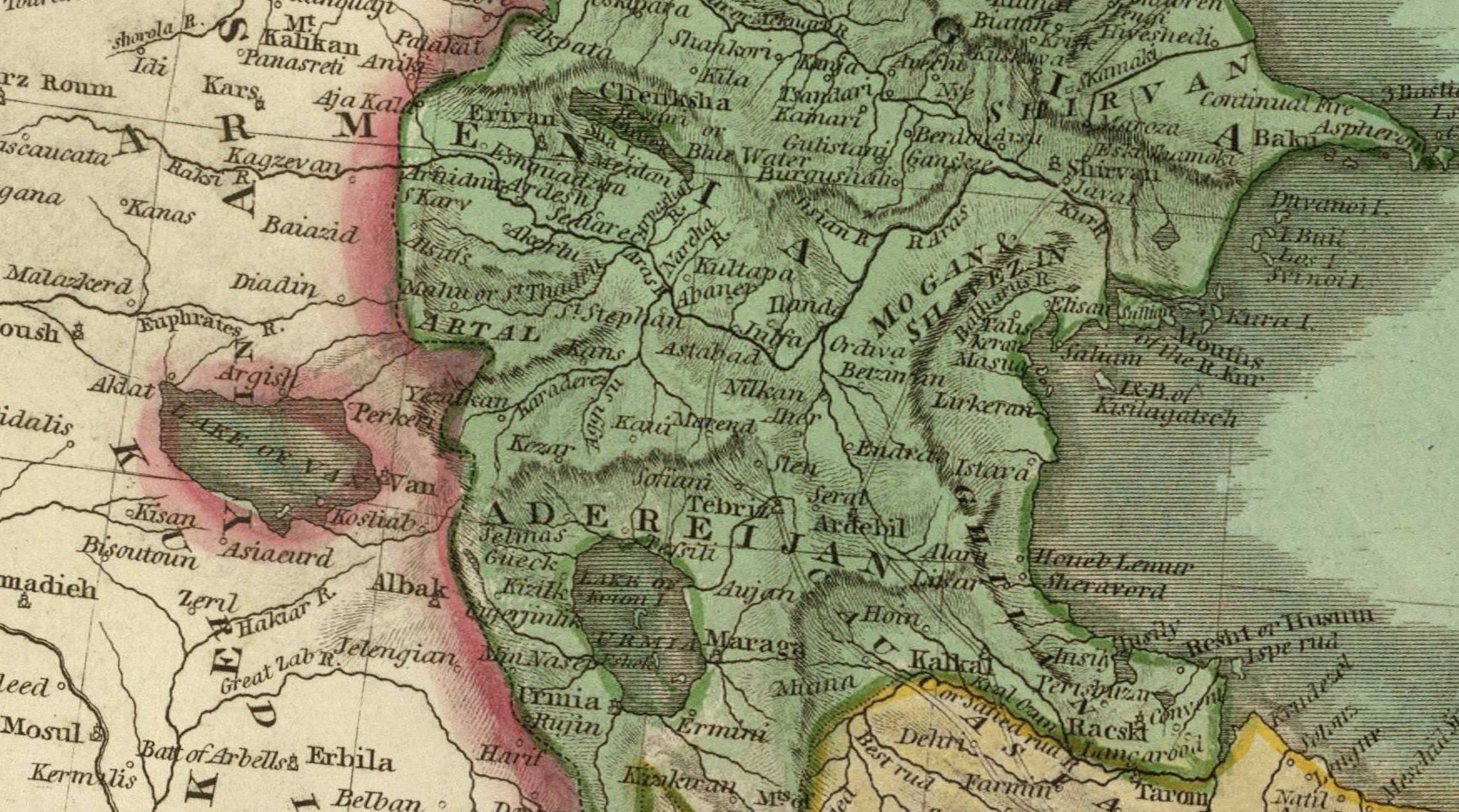
Азербайджан, Армения и Ширван на карте Джона Томсона, начало XIX века

26 октября 1827 года Тебриз берут войска русского генерала Ивана Паскевича. Однако эта первая русская оккупация Азербайджана продолжалась менее полугода — вскоре был подписан Туркманчайский мир, и русские войска ушли из Азербайджана.
В августе-сентябре 1880 года Азербайджан делается ареной восстания курдов, пытавшихся создать собственное государство: курдские племена из Турции под руководством шейха Обейдуллы, поддержанные местными курдами, едва не взяли Тебриз, но в конце концов были разбиты под Урмией; после этого турецкие курды ушли обратно в Турцию, а местные подверглись жестоким репрессиям.
Тебриз стал одним из основных центров иранской революции 1905—1911 гг. В июне 1908 года в ответ на разгон меджлиса, совершённый шахскими казаками, в Тебризе вспыхивает вооружённое восстание. Восставшие сформировали комитет (анджоман), который возглавили участник крестьянского движения Багир и рабочий-каменщик Саттар; важную роль в восстании играли и армянские фидаи-дашнаки. После ожесточённых четырёхмесячных боев шахские войска были изгнаны из города; но в 1911 году Тебриз был взят шахом с помощью российских войск и движение было подавлено.
В это время, в связи с полным упадком и разложением государства Каджаров, Азербайджан становится полем борьбы между Россией и Турцией, особенно после англо-русских соглашений 1907 года, которыми Азербайджан был признан сферой влияния России; при этом Турция оккупирует запад (Курдистан), а Россия подавляет революцию в Тебризе; в 1912 году Турция под давлением Англии и России выводит войска из Курдистана, так что весь Азербайджан оказывается безраздельно русским. С началом Первой мировой войны (1914) русские войска покидают Азербайджан под давлением турок и немцев, но в начале 1915 года возвращаются и остаются до конца 1917 года, после чего Азербайджан занимают турки; турки, в свою очередь, покидают его после своего поражения в конце 1918 года.

### Иранский Азербайджан в новейшую эпоху

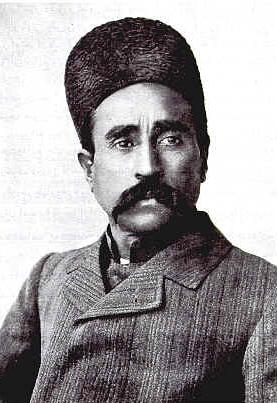
Деятель Конституционной революции в Иране 1905—1911 гг. Саттар-хан

В XX веке среди иранских азербайджанцев начинает распространяться отсутствовавший до тех пор национализм. До этого он не имел почвы из-за общей господствовавшей по средневековой традиции индифферентности к национальным вопросам. У азербайджанцев не было чёткой национальной самоидентификации: они называли себя «мусульманами» или «тюрками», а свой язык — просто «тюркским». Понятие «азербайджанский язык» (первоначально «азербайджанское наречие») и «азербайджанская народность» (первоначально «азербайджанские тюрки», в России также «азербайджанские татары») были введены европейскими этнографами XIX века.
По мнению израильского ученого Бренды Шаффер, национализм в Иранском Азербайджане возник вследствие официальной политики, проводимой пришедшей к власти династией Пехлеви. Азербайджанцы, как и другие национальные меньшинства Ирана, стали подвергаться культурной дискриминации, что выразилось у них в выражении национальной самоидентификации. Инициированная новой властью политика «иранского национализма», заключавшаяся в объединении всех народов и племен под персидской национальной идентичностью и вследствие этого проводимая ассимиляционная политика, в частности закрытие национальных школ, запрет на публикации на иных языках и смена имен и названий на персидский лад, вызвали рост национал-патриотических настроений в среде азербайджанцев. Позже, в 30-е года, начала проводиться политика экономической дискриминации. По мнению Б. Шаффер, дискриминационная экономическая и культурная политика шаха Резы Пехлеви в отношении азербайджанцев возможна была наказанием за их участие в антишахском национально-освободительном движении 1920 года, возглавляемом Мохаммадом Хиябани. В 1937 году большая часть Иранского Азербайджана, составлявшая одну административно-территориальную единицу Ирана, была поделена на две провинции (остана). Некоторые традиционные территории Азербайджана были переданы в состав других иранских провинций. Ухудшение экономической ситуации в регионе и запрет на выезд в Советский Азербайджан на сезонные работы, привел к массовому оттоку азербайджанского населения в Тегеран в поисках работы. Это, в свою очередь привело, с одной стороны, к ассимиляции части мигрировавших азербайджанцев, и росту националистических чувств другой части. Эти процессы вылились в попытку увязать свою национальную идентичность и идеологию с некоторой свободой национальной самоидентификации азербайджанцев в СССР, что привело к тому, что начавшееся в последующем национально-освободительное движение в Иранском Азербайджане ориентировалось на укрепление связей с Советским Азербайджаном и носило коммунистическую направленность.
Мощный всплеск национально-патриотических настроений начался в 1941 году в связи с советской оккупацией Иранского Азербайджана. Сюда была введена советская 47-я армия и советские пропагандисты, направляемые из Баку Мир-Джафаром Багировым, вели усиленную пан-азербайджанскую агитацию. По прямому указанию Багирова в августе-сентябре 1945 года создаётся Демократическая партия Азербайджана (ДПА) во главе с бывшим коммунистом Джафаром Джавад-заде, принявшим имя Сеида Джафара Пишевари. Одним из лозунгов новой партии было: «Да здравствует Мир-Джафар Багиров — отец единого Азербайджана!».
26 ноября 1945 года под контролем советских войск состоялись выборы в Национальный Меджлис Иранского Азербайджана, принесшие победу ДПА. 12 декабря того же года Пишевари провозглашает Демократическую Республику Азербайджан и формирует правительство в составе 12 человек, 10 из которых являлись активистами его партии. 5 февраля 1946 года у новой республики появилась своя армия (на базе частей 77-й дивизии). Азербайджанский язык был объявлен государственным. Правительство выпустило собственные деньги, установило контроль над банками и ввело государственную систему торговли. Все чиновники были изгнаны и заменены активистами ДПА.
Одновременно с провозглашением Демократической Республики Азербайджан, в январе 1946 года, в Иранском Курдистане, охватывавшем также часть территории провинции Западный Азербайджан, была провозглашена Мехабадская республика.
Попытка Москвы превратить Иранский Азербайджан в государство-сателлита (или даже присоединить к СССР) потерпела крах: в мае 1946 года Сталин под давлением США и Великобритании был вынужден вывести советские войска из Ирана. После этого падение новой республики оставалось только вопросом времени. Чтобы усыпить бдительность Сталина и азербайджанцев, шахское правительство объявило о признании автономии Иранского Азербайджана, но в то же время начало концентрировать на севере страны войска. Всего было собрано до 20 дивизий. 21 ноября 1946 года было объявлено о вводе войск в Иранский Азербайджан и Иранский Курдистан «для обеспечения свободы выборов в меджлис 15-го созыва». 12 декабря 1946 года иранцы практически без сопротивления вступили в Тебриз, учинив массовые кровавые расправы. Пишевари и вся азербайджанская верхушка республики успели бежать в СССР. Таким образом, Демократическая Республика Азербайджан просуществовала ровно год. День «освобождения» Азербайджана был объявлен в Иране национальным праздником.

Флаг Движения национального пробуждения Южного Азербайджана

В последующие годы персы стремились всячески подавлять азербайджанские национальные проявления. В Иране считают, что иранские азербайджанцы по происхождению — чистые персы, перешедшие на тюркский язык. При этом указывается на то, что по антропологическому типу иранские азербайджанцы сходны с персами и не имеют ничего общего с турками.
В 1991 году возникла сепаратистская организация Национально-освободительное движение Южного Азербайджана (CAMAH). Первым её руководителем стал публицист, поэт и писатель Пируз Диленчи. Позже в 1995 году профессором-азербайджанцем Махмудали Чохраганлы, который выиграл выборы в парламент Ирана, но не был туда допущен, была создана ещё одна организация — «Движение национального пробуждения Южного Азербайджана» (GAMOH/GAMIC). Организация проводит массовые акции в защиту прав азербайджанцев Ирана на признание их культурной и языковой идентичности.
В 1993 году часть восточных территорий провинции Восточный Азербайджан и северных территорий провинции Гилян были выделены во вновь образованную провинцию Ардебиль.
В 2006 году в Иранском Азербайджане вновь вспыхнули серьёзные волнения из-за появившейся в иранской центральной прессе карикатуры, которая высмеивала азербайджанский язык. Акции протеста продолжались по всему северо-западному Ирану на протяжении десяти дней и перерастали в массовые беспорядки. В ходе их подавления, по официальным данным погибли четыре демонстранта, 330 были арестованы.

## Иранский Азербайджан и Азербайджанская Республика
В отдельные исторические периоды область Азербайджан объединялась с областью Арран или исторической Арменией, что является причиной расширенного толкования термина Азербайджан в некоторых средневековых источниках. Так, в период правления Сефевидов (XIV—XVIII века) в Иране, на некоторое время, с целью получения налоговых доходов, определённые земли к северу от Аракса были присоединены к провинции Азербайджан. Тем не менее, арабские географы всегда чётко отличают территорию провинции от граничащих с нею на севере Аррана и Армении.
Ещё в начале XX века энциклопедии (ЭСБЕ, Британника) не считали Российское Восточное Закавказье Азербайджаном, называя так только персидскую провинцию к югу от реки Аракс. Азербайджанские авторы XIX века также не называли Закавказье Азербайджаном. В. В. Бартольд отмечает, что для Азербайджанской республики «термин Азербайджан избран потому, что, когда устанавливалась Азербайджанская республика, предполагалось, что персидский и этот Азербайджан составят одно целое». Согласно ему «если нужно было бы придумать термин для всех областей, которые объединяет сейчас Азербайджанская Республика, то, скорее всего, можно было бы принять название Арран». По мнению И. М. Дьяконова до XX века термин «Азербайджан» употреблялся только в отношении тюркоговорящего региона северо-западного Ирана. Этот факт подтверждает ещё один ведущий специалист по истории региона — В. Ф Минорский.

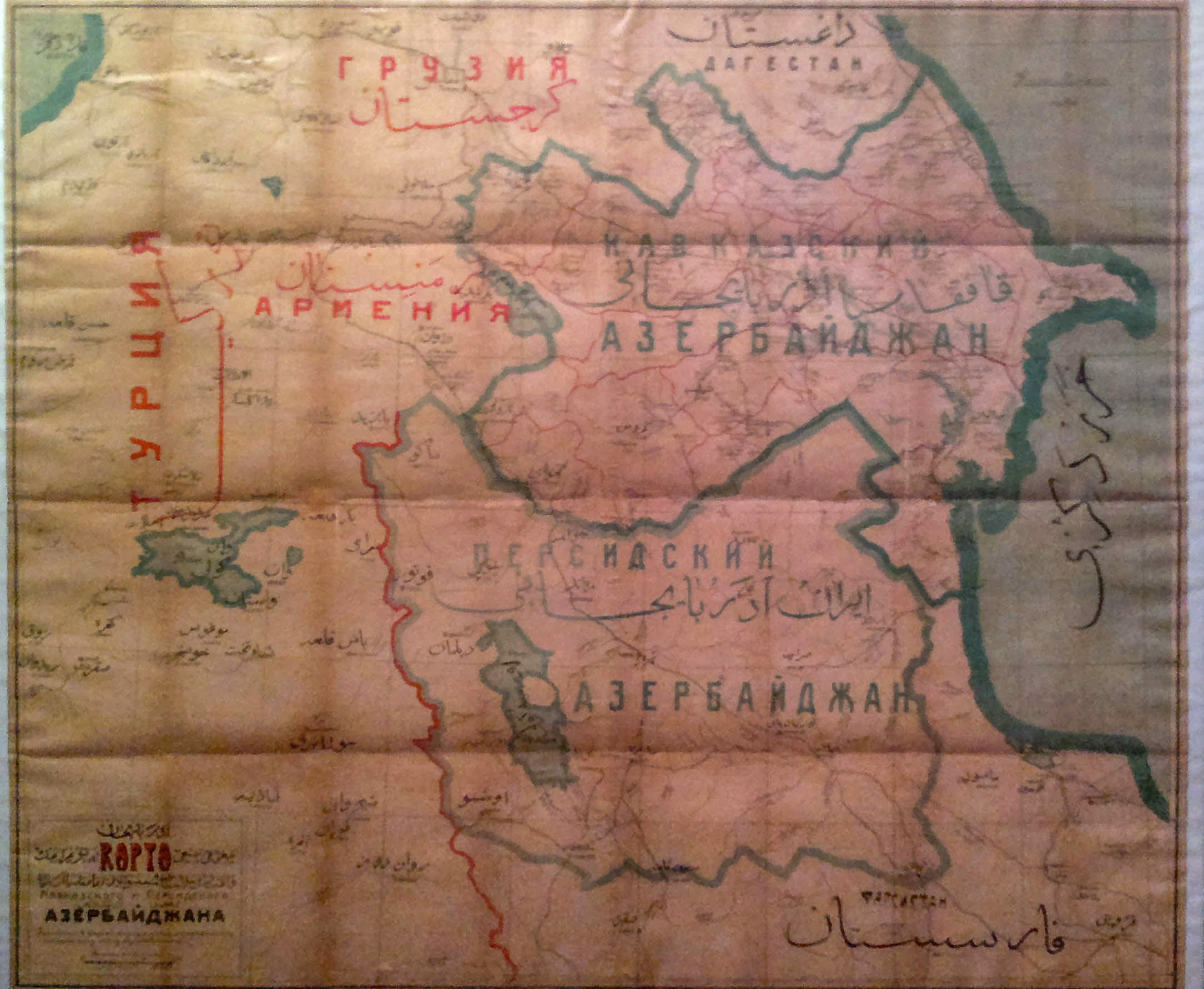
Изготовленная в Азербайджанской Демократической Республике (1918—1920) карта, показывающая «Кавказский Азербайджан» (включая претендуемые правительством Азербайджана спорные территории) и «Персидский Азербайджан». Музей истории Азербайджана

Название Азербайджан в применении к Азербайджанской Республике было впервые официально использовано 27 мая 1918 со стороны членов мусульманской фракции Закавказского сейма, которые на своём заседании приняли решение провозгласить независимость Азербайджана, объявив себя Временным Национальным советом Азербайджана. Тем самым была заложена основа для будущей парламентской республики. На этом собрании были избраны президиум и председатель Национального совета Азербайджана, которым стал Мамед Эмин Расулзаде. Этим актом предполагалось объединить со созданной в 1918 г. на территории двух исторических областей Закавказья — Ширвана и Аррана Азербайджанской Демократической Республикой иранскую провинцию Азарбайджан с подавляющим тюркоязычным населением.
В новое время и Иранский Азербайджан, и Восточное Закавказье (особенно Ширван) были населены примерно идентичным по этническому составу населением.
В начале 1990-х годов многие политические и общественные деятели Азербайджана высказывались за необходимость объединения Южного и Северного Азербайджана. Эта цель была включена в политическую программу Народного фронта Азербайджана. Наиболее последовательным сторонником идеи «объединения» был тогдашний председатель Народного Фронта, позже президент Азербайджана, Абульфаз Эльчибей. В то же время и в Иране встречаются встречные призывы к восстановлению контроля над Северным Азербайджаном. Так, в апреле 2013 года, группа депутатов иранского парламента подготовила законопроект, который давал бы право Исламской Республике Иран настаивать на объединении всех азербайджанских земель и аннексии Северного Азербайджана.

## Экономика

### Надпечатки для Тебриза

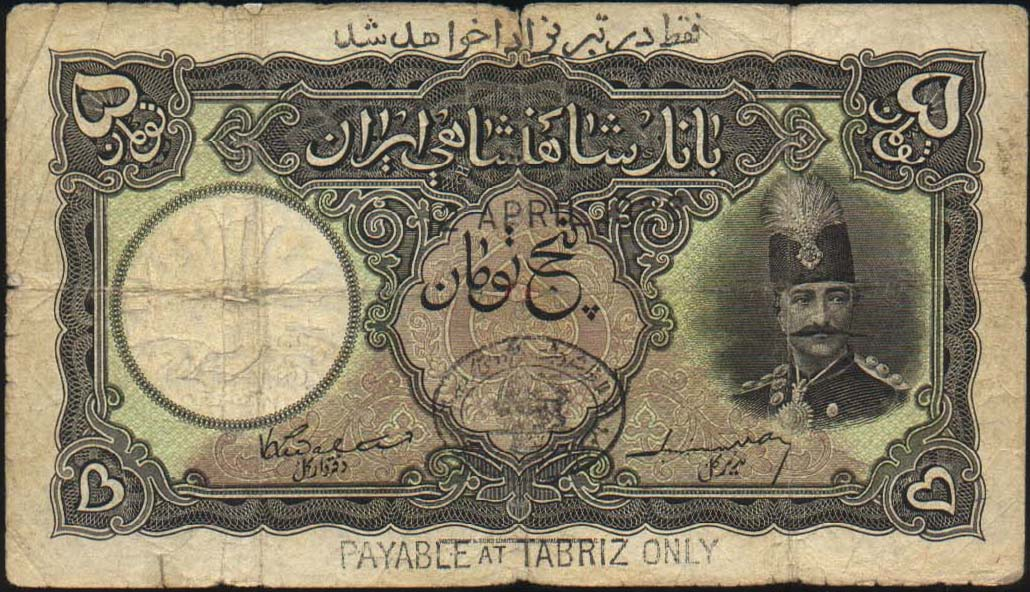
5 персидских туманов с надпечаткой, ограничивающей хождение исключительно на территории Иранского Азербайджана. 1928

С 1920-х годов по 1940-е в Персии/Иране выпускались надпечатанные купюры для Иранского Азербайджана, в котором были сильны сепаратистские настроения и который дважды за этот период был частично оккупирован СССР (в самом начале 1920-х годов; затем в 1941—1946 годах, чтобы обеспечить бесперебойные поставки по «южному пути» ленд-лиза из Великобритании и США через контролируемую англичанами территорию).

### Денежные купюры для Тебриза
В 1940-е годы в Иране выпускались отличные от иранского риала по рисунку банкноты в туманах и кранах специально для Иранского Азербайджана.

## Галерея

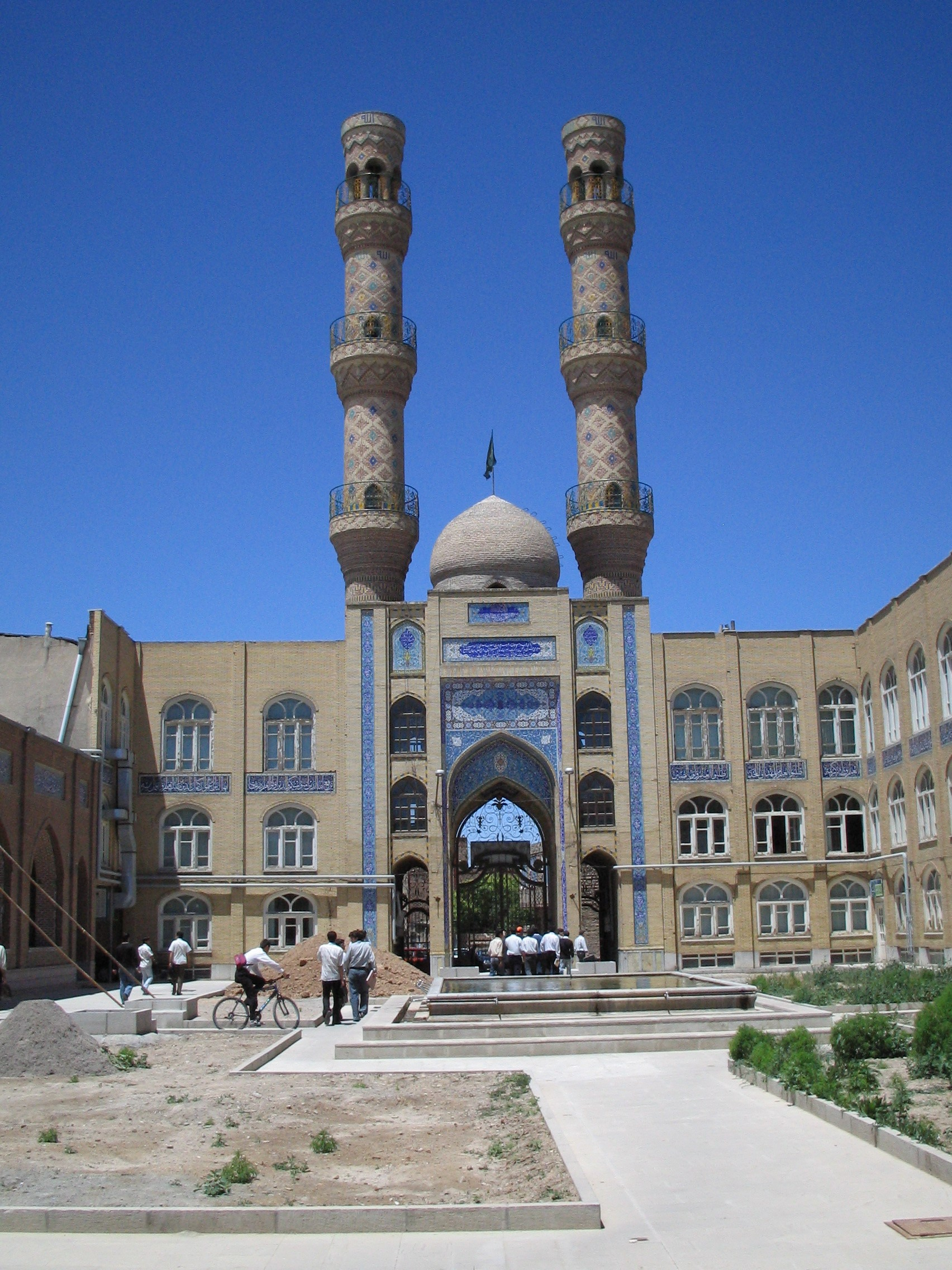
Джума-мечеть в Тебризе
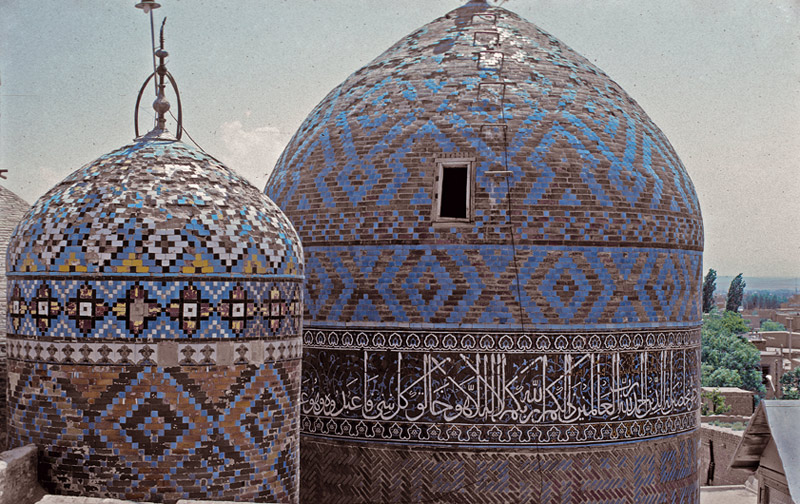
Мавзолей шейха Сефи в Ардабиле
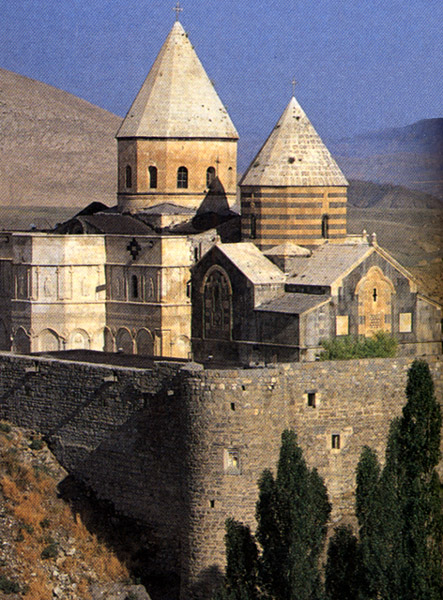
Армянский Монастырь святого Тадевоса (Фаддея) в Западном Азербайджане, первое здание которого по преданию было построено в I веке.
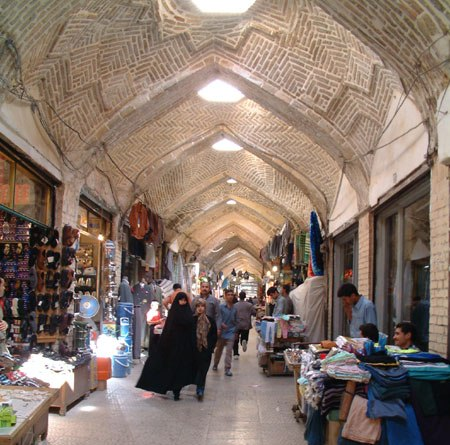
Зенджанский базар, построенный в эпоху Сефевидов
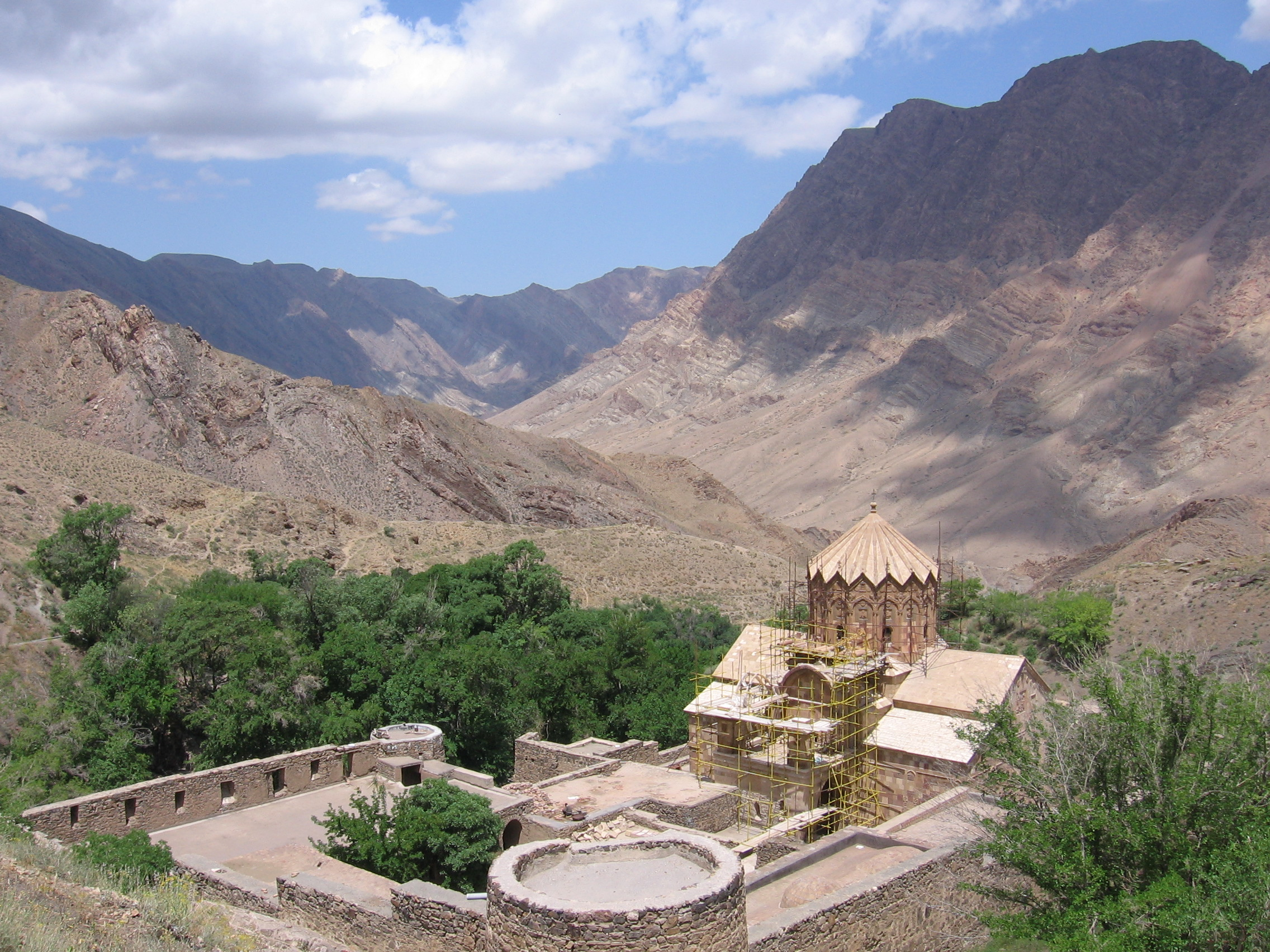
Армянский Монастырь Святого Степаноса (Стефана) в Джульфе, IX век.
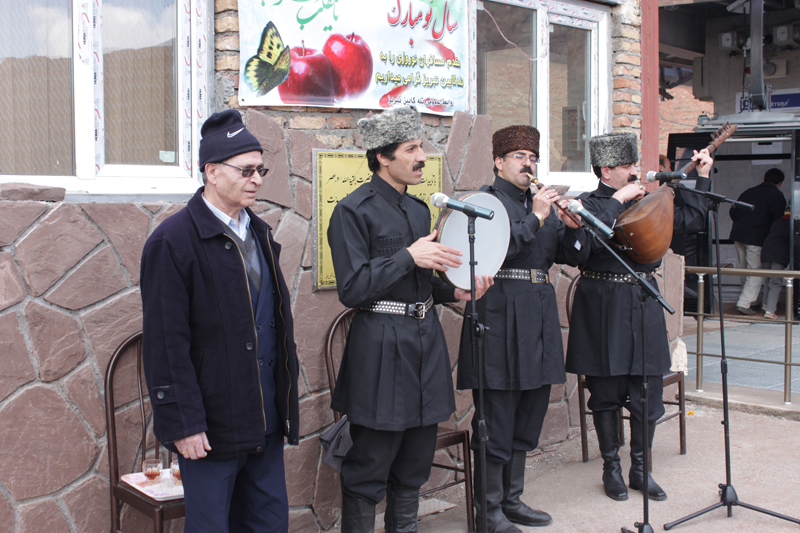
Ашуги в азербайджанском национальном костюме в Новруз. Тебриз